# Катибат Бадр
Катибат Бадр (араб. جماعة بارا الشيشاني‎) — возглавляемая чеченцами вооруженная исламистская группа, действовавшая в составе «Исламского государства» и участвовавшая на гражданских войнах в Сирии и Ираке. Преимущественно состояла из чеченских исламистов. Названа в честь битвы при Бадре.

## История
Позиционировал себя как батальон ИГ «Катибат Бадр» и основные силы батальона были сформированы из чеченцев. В 2014—2015 годах группировка удерживала город Манбидж и контролировала его до середины 2016 года вместе с другими силам ИГ, также участвовал в наступлении на города Абу-Камаль и Пальмира. Ближе к концу 2016 года, согласно источникам боевиков, Бадр оказался в полном окружении в городе Манбидж. По данным российских СМИ, один командиров батальона был Ахмад Чатаев, однако это противоречит словам одного из лидеров ИГ Абу Джихада, который утверждал, что Чатаев возглавлял другой батальон — Катибат Ярмук.

## Амиры
- Абдул-Халим аш-Шишани амир «Катибат Бадр»[6].
- Абдуллах Шишани — военный амир «Катибат Бадр»[3][7][4].
- Сурхо Дудаев — один из амиров подразделения ИГ «Катиба Бадр»[1].
- Абдуль-Ваххаб аш-Шишани — один из амиров «Катиба Бадр»[6].